# Hernán Ruiz III
Hernán Ruiz III (Córdoba, 1534- Arcos de la Frontera, 1606), fue un arquitecto, hijo de Hernán Ruiz II.

## Biografía
Hernán Ruiz sucedió a su padre como maestro mayor de la Mezquita-catedral de Córdoba en 1559, aunque las discrepancias entre el cabildo catedralicio hicieron que fuera destituido en 1589. Considerado el mayor representante del manierismo cordobés, su obra está ensombrecida por la figura de su padre. 
Contrajo matrimonio en 1561 con Andrea de Toro con la que tuvo dos hijos también arquitectos, aunque tuvo amores con una esclava negra que le acarrearon problemas familiares. Al igual que lo hiciera su progenitor, estuvo en la cárcel en 1567 en relación con las obras del puente de Andújar. Su obra más conocida es el campanario de la Mezquita-catedral, cuyas obras comenzaron en 1593, aunque no las vio finalizadas debido a su muerte, que aconteció en Arcos de la Frontera en 1606, adonde se había trasladado para la construcción de un puente.

## Obras
- Puerta del Puente (Córdoba)
- Torre de la Parroquia de Santiago (Montilla)
- Campanario de la Mezquita-catedral de Córdoba
- Pórtico de la Catedral de Córdoba
- Finalización de la Catedral de la Campiña (Bujalance)
- Iglesia de San Mateo (Villanueva del Duque)
- Iglesia de San Sebastián (Guadalmez)